# Maleńga
Maleńga (ros. Маленьга, krl. Malen'gu) – stacja kolejowa w miejscowości Malenga, w rejonie biełomorskim, w Karelii, w Rosji. Położona jest na linii Biełomorsk – Obozierskij.
Jest to ostatnia stacja kolejowa na linii zarządzana przez Kolej Październikową i ostatnia położona w Karelii. Jest stacją końcową dla wszystkich pociągów regionalnych, dojeżdżających do niej zarówno od zachodu jak i od wschodu.